# Fugitive Active Search Team

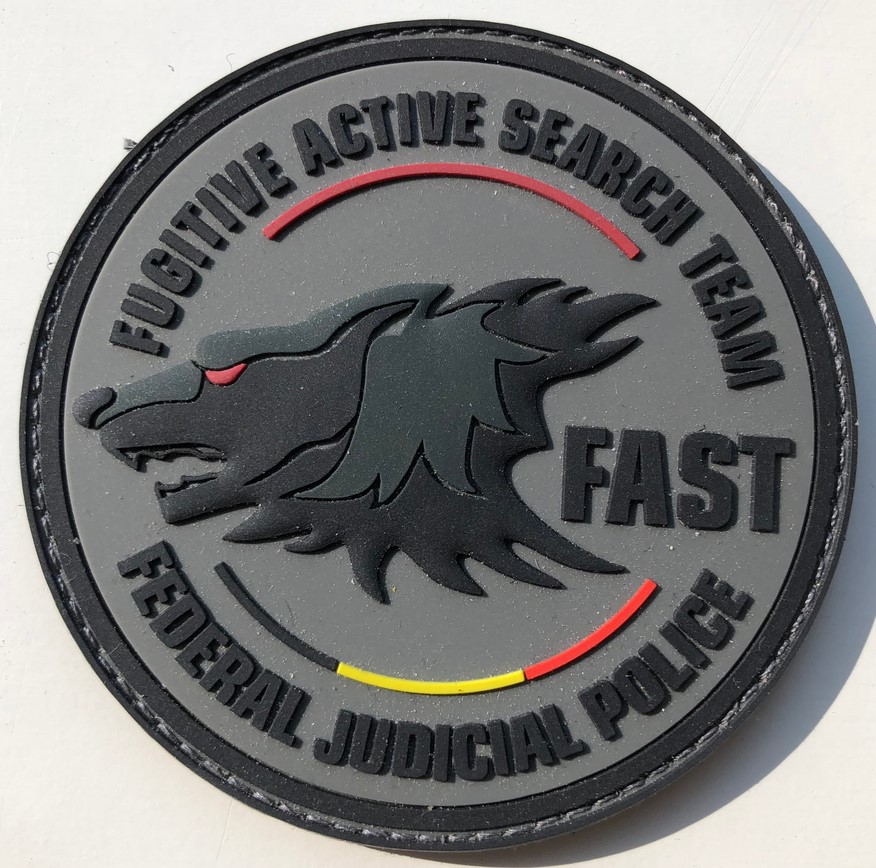
Fugitive Active Search Team

Het Fugitive Active Search Team (FAST) is een opsporingsteam van de Belgische federale politie. Het richt zich op voortvluchtige verdachten van zware misdrijven waarop ten minste vijf jaar gevangenisstraf staat, kopstukken van criminele organisaties en plegers van geweldsmisdrijven. In de jaren 1999-2024 werden 6208 voortvluchtigen door het team opgespoord en aangehouden.
FAST werd opgericht op 25 augustus 1999, nadat door de Brusselse politie al in het voorjaar van 1999 een pilotproject was gedraaid. De eerste 20 jaar werd het team geleid door Martin Van Steenbrugge, die in 2019 werd opgevolgd door Gerry Van Loock. Sinds eind 2016 werkt FAST met een lijst van Belgiums most wanted, waarvoor het tips van het publiek vraagt. Het Belgische project heeft in 2010 Europese navolging gekregen in het project Enfast.